# Urbain-Adam-Louis-François Gaultier
Urbain-Adam-Louis-François Gaultier (30 octobre 1740, Tours - 14 octobre 1817, Tours), est un magistrat et homme politique français, député aux États généraux de 1789 et au Conseil des Anciens.

## Biographie

### Origines familiales et formation
Urbain-Adam-Louis-François Gaultier est issu d'une famille de la noblesse de robe établie en Touraine depuis plusieurs générations. Les Gaultier font partie de l'élite judiciaire tourangelle, avec des ancêtres procureurs du duché de Beaumont dès le XVe siècle et des membres qui ont accédé au parlement de Bretagne. Dans cette lignée, on trouve notamment Jacques Gaultier qui fut maire de Tours en 1619-1620.

### Carrière judiciaire sous l'Ancien Régime
Il exerce la fonction d'avocat du roi au bailliage et siège présidial de Tours. Le présidial de Tours, créé en 1551 par Henri II, est une juridiction intermédiaire qui a autorité sur les bailliages d'Amboise, Chinon, Langeais, Loches et Loudun. Cette fonction d'avocat du roi représente une charge prestigieuse dans la hiérarchie judiciaire de l'Ancien Régime.

### Député aux États généraux de 1789
Le 23 mars 1789, il est élu député du tiers état aux États généraux par le bailliage de Touraine. Il figure au 9e rang sur les 16 députés élus pour ce bailliage, aux côtés notamment du duc de Luynes, du baron de Menou et d'autres notables comme Pierre-Claude Nioche et Étienne-Vincent Moreau. 
Un portrait gravé contemporain le représente en tant que « avocat du roi au présidial de Tours député de Touraine né le 31 8bre 1740 », œuvre réalisée par De La Place et gravée par Melle Noté en 1791.
Il n'adopte qu'avec beaucoup de réserves les idées nouvelles et passe inaperçu sous le régime révolutionnaire.

### Sous le Directoire
Le 23, il est nommé député d'Indre-et-Loire au Conseil des Anciens, par 181 voix sur 205 votants. Cependant, son élection est cassée à la suite de la journée du 18 fructidor, lors du coup d'État mené par trois directeurs contre les royalistes devenus majoritaires dans les Conseils. Les deux Chambres, terrorisées, votent la déportation en Guyane de deux directeurs et de 53 députés.

### Sous le Consulat et l'Empire
Il se déclare partisan du coup d'État du 18 brumaire et bénéficie de la confiance du nouveau régime. Le 28, il est nommé président du tribunal civil de Tours. Cette nomination s'inscrit dans le cadre de la réforme judiciaire de l'an VIII, qui crée les tribunaux de première instance en remplacement des anciens tribunaux civils et criminels des départements.
Il sert fidèlement le gouvernement impérial durant toute cette période.

### Sous la Restauration
Il adhère à la Restauration qui, après l'avoir confirmé le 21 février 1816 dans ses fonctions de président du tribunal civil, lui confie le 12 mars celles de président de la cour prévôtale de Tours. 
Les cours prévôtales, créées par la loi du 20 décembre 1815, sont des juridictions d'exception destinées à juger les faits de sédition politique et de rébellion armée ainsi que certains crimes de droit commun. Elles sont composées d'un président et de quatre juges civils assistés d'un prévôt militaire. Ces tribunaux d'exception, supprimés en 1818, s'inscrivent dans le contexte de la « Terreur blanche » qui suit les Cent-Jours.

### Vie privée
Il épouse le 16 septembre 1771 à L'Île-Bouchard Élisabeth Anne Drouin de Parçay, née le 4 juin 1751 à L'Île-Bouchard, belle-sœur de Jacques Dumoustier de La Fond, militaire et historien français. La famille Drouin de Parçay est une famille noble établie en Touraine, propriétaire notamment du château de la Brèche à Parçay-sur-Vienne.
Il meurt à Tours le 14 octobre 1817, à l'âge de 76 ans.

### Postérité
De son mariage avec Élisabeth Anne Drouin de Parçay naissent deux fils :
- Urbain Charles Gaultier (1773), qui épouse le 25 septembre 1809 Éléonore Charlotte Poirier des Bournais. Leur descendance comprend notamment :
  - Caroline Gaultier, mariée à Maximilien-Marie Moreau, dont Marie Victoire Moreau (1844-1922) qui épouse Pascal Théodore Joubert de La Motte à Preuilly
  - Anne Gaultier (1812), mariée le 8 janvier 1839 à Nueil-sous-Faye avec Alfred Gustave de Gréaulme
  - Louise Gaultier (1820-1857), mariée le 10 avril 1844 à Nueil-sous-Faye avec Paul Viot, avocat
  - Julie Gaultier (1823-1890), supérieure des religieuses du couvent de Sainte-Ursule de Chinon
  - Éléonore Gaultier (†1895), religieuse de la Compagnie de Sainte-Ursule, supérieure de la maison de Chinon

- Louis Gaultier (16 mars 1776, Tours), licencié ès sciences, professeur de géométrie descriptive au Conservatoire des arts-et-métiers. Il épouse le 17 mai 1815 à Meaux Charlotte Denise Élisabeth Passerat (1788-1867). Leur fils Charles Ludovic Gaultier-Passerat (1816-1898) devient avocat à la cour et juge de paix du VIIIe arrondissement de Paris.